# Non passerai
Non passerai è un singolo del cantautore italiano Marco Mengoni, pubblicato il 26 febbraio 2013 come terzo estratto dal secondo album in studio Pronto a correre.

## Descrizione
Non passerai si avvale di importanti collaborazioni internazionali tra cui Lee DeWyze, Evan Bogart e Toby Gad (quest'ultimo già produttore di Alicia Keys e Beyoncé).
Pubblicato inizialmente il 26 febbraio 2013 per il download digitale sull'iTunes Store, il brano è stato annunciato come terzo singolo radiofonico il 20 agosto successivo dallo stesso Mengoni attraverso il suo profilo Twitter, uscendo nelle radio italiane tre giorni più tardi.

## Video musicale
Il 22 agosto 2013, il telegiornale nazionale TG1 ha mostrato un'anteprima del videoclip, il quale è stato pubblicato ufficiale il 29 agosto attraverso il canale YouTube di Mengoni.
Esso inizia mostrando Mengoni in cucina con una scatola in testa mentre fa colazione. La scena seguente mostra il cantante camminare per Parigi, con la solita scatola in testa e con un cuore di grandi dimensioni, facendo foto con alcuni passanti. Nella scena conclusiva è possibile vedere Mengoni a viso scoperto in cucina intento ad appendere al muro le fotografie scattate per poi guardarle felice.

## Tracce
1. Non passerai – 3:46

## Classifiche

### Classifiche settimanali
| Classifica (2013) | Posizione massima |
| ----------------- | ----------------- |
| Italia            | 10                |

### Classifiche di fine anno
| Classifica (2013) | Posizione |
| ----------------- | --------- |
| Italia            | 82        |